# Procambarus contrerasi
Procambarus contrerasi är en kräftdjursart som först beskrevs av Creaser 1931.  Procambarus contrerasi ingår i släktet Procambarus och familjen Cambaridae. IUCN kategoriserar arten globalt som starkt hotad. Inga underarter finns listade i Catalogue of Life.